# Crossroads (Six Feet Under)
"Crossroads" es el octavo episodio de la primera temporada de la serie de televisión dramática estadounidense Six Feet Under. El episodio fue escrito por el productor Laurence Andries y dirigido por Allen Coulter. Se emitió originalmente en HBO el 22 de julio de 2001.
La serie está ambientada en Los Ángeles y retrata la vida de la familia Fisher, que dirige una funeraria, junto con sus amigos y amantes. Explora los conflictos que surgen después de que el patriarca de la familia, Nathaniel, muere en un accidente automovilístico. En este episodio, Nate conoce al amigo australiano de Brenda, mientras David comienza una relación con un instructor de baile. Mientras tanto, Claire se va de excursión y Ruth observa los diferentes estilos de vida de Nikolai y Hiram.
Según Nielsen Media Research, el episodio fue visto por un estimado de 5,69 millones de espectadores en hogares y obtuvo una calificación de hogares Nielsen de 3,7, lo que lo convirtió en el episodio más visto de la serie hasta ese momento. El episodio recibió críticas positivas de los críticos, quienes elogiaron el ritmo, la dirección y el desarrollo de los personajes.

## Trama
En una limusina, Chloe Yorkin bebe con sus amigas después de romper con su marido, de quien cree que ahora tiene una aventura con un antiguo estudiante de posgrado. Borracha, decide subir al techo solar de la limusina para celebrar. Ella no se da cuenta de que hay una plataforma de trabajo aérea sobre su cabeza y muere al chocar contra ella.
El negocio va lento en Fisher & Sons, y David (Michael C. Hall) espera que Nate (Peter Krause) pueda aprovechar el tiempo para estudiar y obtener su licencia para convertirse en director de funeraria. Nate decide usar la sala de dormir para la clase de baile de los mayores, algo que David aprueba. David siente un interés particular por el instructor de baile, Kurt (Steven Pasquale), y acepta tener una cita con él. Federico (Freddy Rodríguez) decide ayudar a Kroehner en la morgue con el cadáver de Chloe, pero afirma que será solo una vez. Él le dice a Nate que está cuidando a su esposa, pero Nate sabe que está mintiendo después de llamarla. Cuando Nate y David lo confrontan, Federico dice que quiere ser socio en el negocio sólo para sentir que pertenece a Fisher & Sons.
Claire (Lauren Ambrose) se va de excursión con la escuela para hacer senderismo. A ella no le interesa seguir las instrucciones del líder de la encrucijada, Dennis (Michael Cudlitz), y prefiere pasar el rato con su amigo Topher, a quien le vendió marihuana. Se hace amiga de una compañera de clase, Parker, solo para descubrirla teniendo sexo con Dennis. Parker luego presiona a Dennis para que deje que Claire lidere el grupo, pero el grupo termina desviándose de su ruta. Dennis echa a Claire y Parker del viaje, al tiempo que descubre que ella llevaba marihuana. Claire también está consternada al saber que Topher realmente tiene experiencia en senderismo, habiéndolo hecho desde que tenía 14 años. Ruth (Frances Conroy) descubre que trabajar para Nikolai (Ed O'Ross) no es tan ideal como esperaba, mientras también debate sobre su tiempo con Hiram (Ed Begley Jr.).
Mientras visita a Brenda (Rachel Griffiths), Nate se sorprende al encontrar a su amigo australiano, Connor (Stewart Finlay-McLennan), desnudo. Él se queda con ella, pero ella afirma que no pasa nada entre ellos. Molesto por su presencia, decide fumar marihuana con Billy (Jeremy Sisto). Bajo la influencia del alcohol, acusa a Brenda de mentir sobre su pasado, lo que provoca que ella lo eche. Él regresa al día siguiente para disculparse, y descubre que ella le pidió a Connor que se fuera, y se reconcilian. Después de cenar, David y Kurt terminan teniendo sexo. Federico visita a Nate y David para discutir la sociedad, pero después de darse cuenta de que nunca lo discutieron, decide aceptar la oferta de tiempo completo de Kroehner. Claire regresa a casa, lamentando que las personas que conoció nunca fueron honestas, justo cuando David se prepara para brindar un servicio funerario a una familia.

## Producción

### Desarrollo
El episodio fue escrito por el productor Laurence Andries y dirigido por Allen Coulter. Este fue el segundo crédito como guionista de Andries, y el primer crédito como director de Coulter.

## Recepción

### Audiencia
En su emisión original en Estados Unidos, "Crossroads" fue visto por un estimado de 5,69 millones de espectadores en hogares, con un rating de 3,7 en hogares. Esto significa que fue visto por el 3,7% de los hogares estimados del país, y fue visto por 3,78 millones de hogares. Esto representó un aumento del 6% en la audiencia con respecto al episodio anterior, que fue visto por 5,33 millones de espectadores en hogares con una calificación de 3,5 en hogares.

### Reseñas críticas
"Crossroads" recibió críticas positivas de los críticos. John Teti, de The AV Club, escribió: “Simplemente no funcionó”, dice David. “La vida continúa”. Un autobús volcó en la autopista, lo que significa que hubo cadáveres, por lo que el ruido cotidiano está a punto de comenzar de nuevo. David agradece la distracción: “Hay trabajo por hacer”.
Entertainment Weekly le dio al episodio una calificación de "A" y escribió: "Uno de los momentos más enriquecedores de la serie: entre los innumerables momentos destacados se encuentran el colapso de Nate alimentado por las drogas por el ex novio exhibicionista de Brenda y la fantasía sexual de Ruth sobre Nikolai como un cosaco conquistador. La dirección impecable de Coulter rivaliza con su mejor trabajo en Los Soprano". Mark Zimmer de Digitally Obsessed le dio al episodio una calificación de 3.5 sobre 5 y escribió: "Muy interesante y entretenido de principio a fin".
TV Tome le dio al episodio una calificación de 8 sobre 10 y escribió: "Las chicas logran hablar y se dan cuenta de que sus preconcepciones mutuas no son tan precisas como las habían hecho creer los pensamientos de otras personas: Claire es bastante normal y Parker es una especie de DangerSlut. Nunca lo hubiera adivinado. También está el florecimiento del triángulo con Hiram, Ruth y Nikolai, pero no sucede mucho de interés aquí que involucre ese hilo en particular. Bueno, siempre está el próximo episodio". Billie Doux de Doux Reviews le dio al episodio 3 de 4 estrellas y escribió: "Me encantó el irreverente Nate en una tumbona frente a la funeraria, medio desnudo y bronceándose. David se sentó a su lado, con un traje, interrogando a Nate sobre preguntas para el examen de director de funeraria. Un retrato visual perfecto de las diferencias internas entre los dos". Television Without Pity le dio al episodio una calificación de "B+".
En 2016, Ross Bonaime de Paste lo clasificó en el puesto 54 en un ranking de episodios de la serie y escribió: "Durante un viaje de campamento en "Crossroads", Claire decide tomar deliberadamente un camino equivocado. Claire sabe que está haciendo algo mal intencionalmente, pero todos los demás en "Crossroads" sin saberlo toman caminos que no se dan cuenta de que son malos para ellos. Nate es demasiado paranoico con Brenda mientras ella intenta relajarse con viejos amigos, David sale con un instructor de baile que claramente no es adecuado para él y Ruth no puede decidir con cuál de los dos hombres en su vida quiere salir. Pero es el gran cambio de Rico lo más importante aquí, ya que acepta un trabajo en la competencia de Fisher & Sons, Kroener, como una forma de establecer su propia independencia de la empresa de la que cree que nunca podrá ser parte".